# تونكو محرز
تونكو محرز بن تونكو منور (من مواليد 14 يناير 1948) هو الحاكم الحادي عشر ويانغ دي بيرتوان بيسار لنكري سمبيلن في ماليزيا.